# Albert Leidmann
Albert Leidmann (* 23. Februar 1908 in München; † 1. Februar 1945) war ein deutscher Boxer.

## Werdegang
Albert Leidmann der für den SC Armin München boxte, nahm an den Olympischen Sommerspielen 1928 in Amsterdam teil. Im Achtelfinale unterlag er im Mittelgewichtsturnier dem Belgier Léonard Seyaert. Zwei Jahre später wurde er Profiboxer und bestritt bis 1937 insgesamt 26 Profikämpfe. Bei den Europameisterschaften 1930 in Budapest gewann Leidmann Silber im Halbschwergewicht.
Leidmann starb am 1. Februar 1945 im Zweiten Weltkrieg.